# Mark Tonelli
Mark Lyndon Tonelli, né sous le nom de Mark Lyndon Leembruggen le 13 avril 1957 à Ipswich (Queensland), est un nageur australien, spécialiste des courses de dos.

## Carrière
Médaillé d'argent du 200 mètres dos aux championnats du monde 1975, Mark Tonelli fait partie du relais australien champion olympique du 4 × 100 mètres 4 nages aux Jeux olympiques de 1980 à Moscou. 